# Sophronica fuscofasciata
Sophronica fuscofasciata är en skalbaggsart som beskrevs av Pierre Lepesme och Stefan von Breuning 1956. Sophronica fuscofasciata ingår i släktet Sophronica och familjen långhorningar. Inga underarter finns listade i Catalogue of Life.